# Wrapped in Red
Wrapped in Red (zabaleno v červené) je šesté a zároveň první vánoční album americké zpěvačky, textařky a příležitostné herečky Kelly Clarkson, vydáno bylo 25. října 2013. Celé album produkoval Gereg Kurstin. Album debutovalo na 3. místě v Billboard 200 a na prvním místě v Billboard Top Holiday Albums se 70 000 prodaných kopií. Na albu se nachází 14 skladeb z nichž 5 tvoří zcela nové skladby a zbytek obsahuje tradiční vánoční singly, album je pak rozšířeno o deluxe verzi s 2 skladbami navíc. Album bylo 5. prosince 2013 v USA certifikované jako platinové, když se ho prodalo přes milion kusů.

## Seznam písní
Všechny skladby produkoval Greg Kurstin
| Pořadí | Název                                                    | Text                                                         | Délka |
| ------ | -------------------------------------------------------- | ------------------------------------------------------------ | ----- |
| 1.     | Wrapped in Red                                           | Kelly Clarkson, Ashley Arrison, Aben Eubanks, Shane McAnally | 3:36  |
| 2.     | Underneath the Tree                                      | Kelly Clarkson, Greg Kurstin                                 | 3:49  |
| 3.     | "Have Yourself a Merry Little Christmas"                 | Ralph Blane, Hugh Martin                                     | 3:39  |
| 4.     | "Run Run Rudolph"                                        | Johnny Marks, Marvin Brodie                                  | 2:27  |
| 5.     | "Please Come Home for Christmas (Bells Will Be Ringing)" | Charles Brown, Gene Redd                                     | 3:19  |
| 6.     | "Every Christmas"                                        | Kelly Clarkson, Aben Eubanks                                 | 3:46  |
| 7.     | Blue Christmas                                           | Billy Hayes, Jay Johnson                                     | 2:52  |
| 8.     | Baby, It's Cold Outside (feat. Ronnie Dunn)              | Frank Loesser                                                | 3:01  |
| 9.     | "Winter Dreams (Brandon's Song)"                         | Kelly Clarkson, Ashley, Arrison, Aben Eubanks                | 3:22  |
| 10.    | White Christmas                                          | Irving Berlin                                                | 3:02  |
| 11.    | My Forite Things                                         | Oscar Hammerstein, Richard Rodgers                           | 2:49  |
| 12.    | 4 Carats                                                 | Kelly Clarkson, Greg Kurstin, Cathy Dennis, Livvi Franc      | 3:28  |
| 13.    | Just for Now                                             | Imogen Heap                                                  | 3:30  |
| 14.    | Silent Night (feat. Reba McEntire & Trisha Yearwood)     | Joseph Mohr, Franz Xaver Gruper, John F. Young               | 4:09  |

### Deluxe verze
| Pořadí | Název                                         | Text                              | Délka |
| ------ | --------------------------------------------- | --------------------------------- | ----- |
| 15.    | "I'll Be Home for Christmas" (iTunes Session) | Buck Ram, Kim Gannon, Walter Kent | 2:54  |
| 16.    | "Oh Come, Oh Come Emmanuel"                   | Tradiční                          | 2:00  |